# Panurgus corsicus
Panurgus corsicus är en biart som beskrevs av Warncke 1972. Panurgus corsicus ingår i släktet fibblebin, och familjen grävbin. Inga underarter finns listade i Catalogue of Life.